# Nyżnij Koropeć
Nyżnij Koropeć (ukr. Нижній Коропець) – wieś na Ukrainie w rejonie mukaczewskim obwodu zakarpackiego.